# Tawfik Abu Wael
Tawfik Abu Wael (àrab توفيق ابو وائل, hebreu תאופיק אבו ואיל) (Umm al-Fahm, 25 de gener de 1976) és un guionista i director de cinema àrab israelià, originari de la regió del Triangle.
Va estudiar cinema i gestió d'artistes a la Universitat de Tel-Aviv abans d'ensenyar a l'teatre escola Hassan Arafe de Jaffa.

## Filmografia
- 2011 : Tanathur
- 2004 : Atash
- 2001 : Diary of a male whore (curtmetratge)
- 2001 : Waiting for Salah al-Din (documental)
- 1998 : I leave, you stay (curtmetratge)
- 1998 : Intellectual in garbage (curtmetratge)
- 1998 : Characters (curtmetratge)
- 1997 : Bread, Hashish and the Moon (curtmetratge)